# Morts au sommet
Série
Noir comme neige
(2021) Hors limites
(2024)
Pour plus de détails, voir Fiche technique et Distribution.
Morts au sommet est un téléfilm franco-belge réalisé par Éric Valette d'après un scénario de Philippe Bernard, David Neiss et Éric Valette, et diffusé pour la première fois en Belgique le 12 octobre 2023 sur La Une et en France le 23 octobre 2023 sur France 2.
Ce polar, qui est la suite de Noir comme neige, est une coproduction de Lizland Films, France Télévisions, Be-FILMS, la RTBF (télévision belge) et Auvergne-Rhône-Alpes Cinéma pour France 2, avec la participation de la région Auvergne-Rhône-Alpes, de la Radio télévision suisse (RTS) et de TV5 Monde,.
Il sera suivi par Hors limites (2024).

## Fiche technique
Sauf indication contraire, les informations mentionnées dans cette section peuvent être confirmées par les bases de données cinématographiques IMDb et Allociné,  présentes dans la section « Liens externes ».
- Titre français : Morts au sommet
- Réalisation : Éric Valette
- Scénario : Philippe Bernard, David Neiss et Éric Valette
- Musique : Mike Theis[3] et Alice Lewis
- Décors : Pierre-Julien Journet
- Costumes : Valérie Cabeli
- Photographie : Claude Garnier
- Son : Rafael Ridao
- Montage : Sébastien de Sainte-Croix
- Maquillage : Djenete Bouadjadj
- Production : Élisabeth Arnac
- Sociétés de production : Lizland Films
- Pays de production :  France /  Belgique
- Langue originale : français
- Format : couleur
- Genre : Policier
- Durée : 90 minutes
- Dates de première diffusion :
  - Belgique : 12 octobre 2023 sur La Une[4],[5]
  - France : 23 octobre 2023 sur France 2[3],[6],[7]

## Distribution
- Laurent Gerra : capitaine Andréas Meyer de la police suisse
- Clémentine Poidatz : Constance Vivier, adjudante au peloton de gendarmerie de haute montagne (PGHM)
- Pierre Kiwitt : Daniele Pietro
- Noémie Kocher : Louise Décauchet
- Zoé Héran : Skadi Pietro
- Margaux Ribagnac-Vin : Violette Meyer, la fille d'Andréas
- Jhon Rachid : lieutenant Karim Beddiar
- Stéphane Henon : Stéphane Morel
- Elliot Jenicot : Boris Karabetian
- Romain Deroo : Guilain
- Ayana : Sarah, la légiste
- Nicolas De Broglie : Thomas Knott, l'adjoint d'Andréas Meyer

## Production

### Genèse et développement
Le scénario est de la main de Philippe Bernard, David Neiss et Éric Valette, et la réalisation est assurée par Éric Valette,.
La production est assurée par Élisabeth Arnac pour Lizland Films.
Ce polar fait suite à Noir comme neige mais le réalisateur Éric Valette souligne que « Ce n'est pas vraiment une suite littérale. On reprend les personnages principaux et on les projette dans une autre histoire en essayant d'utiliser une mécanique différente pour apporter de la nouveauté. J'avais envie ici de creuser davantage la psychologie des protagonistes, d'apporter plus de nuances de gris et de noir sur eux, de les plonger dans de vrais dilemmes moraux ».

### Attribution des rôles
À côté de sa carrière d'imitateur, Laurent Gerra enchaîne les tournages en tant qu'acteur, et généralement dans des contre-emplois. Dans Morts au sommet, son personnage Andreas Meyer est un vrai rôle de composition : « Il est l'inverse de ce que je suis dans la vie. C'est quelqu'un de strict, cynique et un peu misanthrope là où je suis joyeux ».

### Tournage
Le tournage se déroule jusqu'au 3 février 2023 dans la vallée de la Haute-Maurienne, dans le département de la Savoie en région Auvergne-Rhône-Alpes.
La scène d'ouverture montrant la chute du véhicule des braqueurs a été filmée à Bramans, commune appartenant au regroupement de communes de Val-Cenis, le chalet de Stéphane Morel se situe dans le hameau d'Amodon à Villarodin-Bourget, tandis que la maison d'Andréas Meyer se trouve à Veyrier-du-Lac. Le centre du PGHM a été filmé à Avrieux et certaines scènes ont été tournées au domaine skiable de Lanslebourg à 2000 mètres d'altitude ainsi qu'au col du Mont-Cenis.
À propos de ce tournage dans la vallée de la Haute-Maurienne, Clémentine Poidatz raconte : « Finistérienne d'origine, je ne connaissais pas du tout le milieu de la montagne. Plusieurs séquences me faisaient donc extrêmement peur, comme celle où j'étais suspendue à 180 m de haut dans le premier épisode. Mais une fois dans l'action sur le tournage, l'appréhension a disparu. Je me disais que de toute façon, je n'avais pas le choix. Et puis c'est aussi ce que j'adore dans mon personnage : elle est casse-cou, ce que je ne suis pas du tout dans la vie. Je trouve ça formidable que le service public mette en avant une femme qui exerce ce métier, qui porte des gens, qui prend des risques »,. Elle confie au Parisien à quel point elle a pu compter sur l'équipe de tournage : « Sans eux, je n'aurais jamais réussi à faire ce projet. Les conditions climatiques sont difficiles : les câbles techniques pètent, le maquillage gèle, l'eau gèle, les sandwiches gèlent… Pour se rendre à tel ou tel endroit, toute l'équipe mettait des raquettes ».
Laurent Gerra, de son côté, indique en plaisantant à Télé 7 jours la raison pour laquelle ce téléfilm l'a attiré : « Ça se tournait en bas de chez moi, et j'adore la neige » avant d'ajouter plus sérieusement : « J'aime surtout le travail du réalisateur, Éric Valette, avec lequel je partage la passion pour les westerns ».

## Accueil

### Diffusions et audience
En Belgique, le téléfilm, diffusé le 12 octobre 2023 sur La Une, est regardé par 287 621 téléspectateurs.
En France, diffusé le 23 octobre 2023 sur France 2, il est regardé par 5 095 000 téléspectateurs et se classe premier en termes d'audience.

### Accueil critique
Pour Élodie Chermann du journal Ouest-France « Si le scénario de ce téléfilm n'a rien de particulièrement original, on se laisse volontiers envelopper par l'ambiance mystérieuse du décor. On aime surtout le duo décalé formé par Clémentine Poidatz et Laurent Gerra, particulièrement convaincant dans le registre dramatique ».